# ブリティッシュ・コマンドス
ブリティッシュ・コマンドス（British Commandos）とは、イギリス軍が有したコマンド部隊である。第二次世界大戦中の1940年6月、ウィンストン・チャーチル首相の命令によって編成された。その主たる任務はナチス・ドイツ占領下のヨーロッパにおいて様々な特殊任務を遂行する事であった。当初はイギリス陸軍からの志願者で編成されていたが、後に海軍及び空軍を含むイギリス全軍からの志願者や占領地出身の外国人義勇兵なども大勢加わった。
第二次世界大戦を通じて、ブリティッシュ・コマンドスの戦力は30個以上の小部隊と4個の戦闘旅団を数え、その活動範囲は北極圏から欧州、中東、東南アジアなど多岐にわたった。多くの場合、ブリティッシュ・コマンドスは少数編成部隊で活動し、連合軍主力の前進に先立って空挺降下や敵前上陸によって敵地に侵入する事を求められた。
戦後、ブリティッシュ・コマンドスは解体され、部隊としてはイギリス海兵隊の第3コマンドー旅団のみ残された。ただし、現在の海兵隊コマンド部隊や陸軍空挺連隊、特殊空挺部隊（SAS）、特殊舟艇部隊（SBS）などの部隊はかつてのブリティッシュ・コマンドスに起源を持つ。またフランス海軍の海軍コマンドやオランダ陸軍のコマンド軍団（KCT）、ベルギーのパラ・コマンド旅団、アメリカ合衆国の陸軍レンジャーなどはいずれもブリティッシュ・コマンドスからの影響を受けている。

## 編成
1940年6月、イギリス軍における特殊活動部門としてコマンドスの編成が始まった。ダンケルク撤退の後、首相ウィンストン・チャーチルは部隊の再編成と装備の収集がドイツへの打撃となり、英国の士気を支えるのだと語った。チャーチルは統合参謀本部にてドイツ占領下のヨーロッパに対する攻勢を検討する会議が開かれた際、「例えば敵地沿岸を恐怖で支配できるような、狩人のように特殊な訓練を積んだ部隊を用意しなければならない」と語った。これに先立って参謀将校ダドリー・クラーク中佐が帝国参謀総長のサー・ジョン・ディル大将に対して類似の提案を行なっている。チャーチルの言葉を受け、ディルはクラークの提案を承認し、1940年6月23日には最初のコマンド攻撃が行われた。

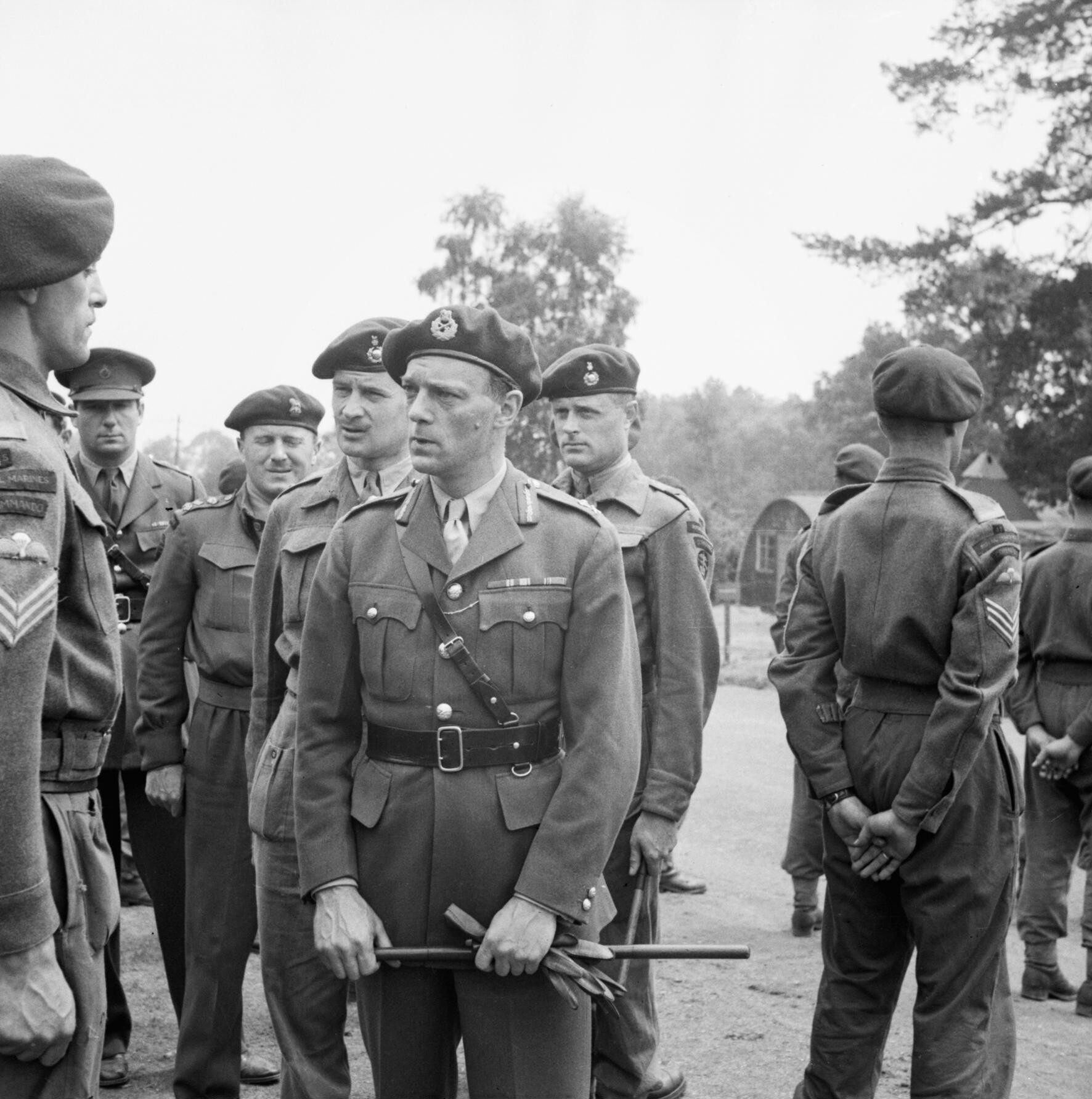
サー・ロバート・レイコック少将。ノルマンディ上陸作戦直前、海兵隊コマンド部隊を閲兵する。

当時、特別活動の志願者は陸軍の一部からのみ募集する事が認められていた。新たな特殊部隊の構成員も、ある解散した師団の独立中隊から調達された。この中隊は在ノルウェーの国防義勇軍の隊員によって構成されていた。
1940年秋までに2,000人以上の志願兵が集まり、1940年11月にはJ・C・ヘイドン准将によって4個大隊規模の特殊任務旅団（Special Service Brigade）に再編成された。この特殊任務旅団はまもなく12個部隊による編成となり、コマンドス（Commandos）と呼ばれるようになる。コマンドスに所属する各コマンド部隊は、おおむね450人の将兵によって構成され、指揮官は中佐が務めた。またコマンド部隊には75人ずつの小隊（troops）と15人ずつの分隊（section）という下級編成が存在した。所属する隊員らの身分は各原隊からの出向という形をとっており、彼らはベレーに原隊の連隊章を着用し、給与も各原隊から支払われていた。コマンドスは合同作戦司令部に直属して作戦行動を行った。最初に合同作戦司令部司令官として選ばれたのは、第一次世界大戦中にガリポリの戦いやゼーブルッヘ襲撃に参加したサー・ロジャー・キース海軍大将である。キースは1941年10月に職を退き、ルイス・マウントバッテン中将がこれを継いだ。そして1943年10月にマウントバッテンから職を継いだロバート・レイコック少将が最後の合同作戦本部司令官となる。

## 組織

### コマンド部隊（Commando units）
英本土において編成されたコマンド部隊（Commando units）を以下に示す。
- 第1コマンド部隊（英語版）（No. 1 Commando）
- 第2コマンド部隊（英語版）（No. 2 Commando）
- 第3コマンド部隊（英語版）（No. 3 Commando）
- 第4コマンド部隊（英語版）（No. 4 Commando）
- 第5コマンド部隊（英語版）（No. 5 Commando）
- 第6コマンド部隊（英語版）（No. 6 Commando）
- 第7コマンド部隊（英語版）（No. 7 Commando）
- 第8「近衛」コマンド部隊（英語版）（No. 8 (Guards) Commando）
- 第9コマンド部隊（英語版）（No. 9 Commando)
- 第10「国際」コマンド部隊（英語版）（No. 10 (Inter-Allied) Commando）
- 第11「スコティシュ」コマンド部隊（英語版）（No. 11 (Scottish) Commando）
- 第12コマンド部隊（英語版）（No. 12 Commando）
- 第14「北極圏」コマンド部隊（英語版）（No. 14 (Arctic) Commando）
- 第30コマンド部隊（英語版）（No. 30 Commando）
- 第62コマンド部隊（英語版）（No. 62 Commando）

また同時期に中東戦線において編成されたコマンド部隊を以下に示す。
- 第50コマンド部隊（英語版）（No. 50 Commando）
- 第51コマンド部隊（英語版）（No. 51 Commando）
- 第52コマンド部隊（英語版）（No. 52 Commando）
- 中東コマンド部隊（英語版）（Middle East Commando）

第10「国際」コマンド部隊は、占領地や敵国からの志願兵によって編成されていた。同部隊は最大のコマンド部隊でもあり、フランス、ベルギー、ポーランド、ノルウェー、オランダ、そして第3X小隊（No. 3 (X) Troop）と呼ばれる部隊の将兵によって構成された。第3X小隊は「敵国人小隊」と通称されており、1944年には雑多小隊（Miscellaneous Troop）と改名されている。ナチス・ドイツの政策による何らかの迫害を受けて政治亡命を果たしたドイツ人やオーストリア人、東欧諸国出身者やユダヤ人などが同部隊に所属した。
いくつかのコマンド部隊は当初から特定の任務に従事する旨が定められており、例えば第2コマンド部隊は落下傘を用いる空挺部隊としての活動が想定されていた。1940年6月、第2コマンド部隊は降下訓練を開始すると共に第11特殊空挺大隊（11th SAS Battalion）と改称され、最終的に第1空挺大隊に再編された。なお、この後に新たな第2コマンド部隊の編成が行われている。その他のコマンド部隊はレイフォース（Layforce）と呼ばれる大編成に加えられ、中東戦線へと派遣された。後のSASやSBSはこのレイフォースの生き残りを再編成したものだとされている。第14「北極圏」コマンド部隊は北極圏における作戦を想定した特殊訓練を積んでおり、小型ボートやカヌーによる輸送船団襲撃を主任務とした。第30コマンド部隊は情報収集を主要な任務としており、隊員は敵国文書の解読、捜索技術、解錠技術、捕虜確保技術、写真撮影、及び脱出などに関する訓練を受けていた。第62コマンド部隊は小規模襲撃部隊（Small Scale Raiding Force）とも呼ばれ、55名の隊員は特殊作戦執行部（SOE）の指揮下に置かれていた。SOEと第62コマンド部隊が展開した作戦としては、西アフリカ沿岸に存在するスペイン領の孤島フェルナンド・ポー島にて行われたポストマスター作戦などが知られる。
1941年2月、コマンドスは再編成された。10個小隊規模だった各コマンド部隊の編成は、部隊本部と6個小隊による編成に改められた。各小隊は3人の将校と62人の兵下士官から構成される。この人数は強襲揚陸艇（LCA）2隻分の搭乗可能兵員数に合わせたものである。また、新編成ではグレン型揚陸艦1隻で2個コマンド部隊を、オランダ型揚陸艦1隻で1個コマンド部隊を完全に搭載する事ができた。小隊には1両の小隊長用車両、12両のオートバイ（内側車付6台）、2両の15cwt級トラック、1両の3トン級トラックが配備された。これらの車両は部隊の運営管理および訓練においてのみ使用することを想定しており、コマンド部隊の作戦行動に投入する事は意図されていなかった。
1942年2月、イギリス海兵隊は独自のコマンド部隊編成に着手し、以下に示す9つのコマンド部隊が編成された。
- 第40海兵隊コマンド部隊（英語版）（No. 40 (Royal Marines) Commando）
- 第41海兵隊コマンド部隊（英語版）（No. 41 (Royal Marines) Commando）
- 第42海兵隊コマンド部隊（英語版）（No. 42 (Royal Marines) Commando）
- 第43海兵隊コマンド部隊（No. 43 (Royal Marines) Commando）
- 第44海兵隊コマンド部隊（英語版）（No. 44 (Royal Marines) Commando）
- 第40海兵隊コマンド部隊（英語版）（No. 45 (Royal Marines) Commando）
- 第46海兵隊コマンド部隊（英語版）（No. 46 (Royal Marines) Commando）
- 第47海兵隊コマンド部隊（英語版）（No. 47 (Royal Marines) Commando）
- 第48海兵隊コマンド部隊（英語版）（No. 48 (Royal Marines) Commando） - この部隊のみ1944年編成[9]。

さらに1943年には2つの新たなコマンド部隊が編成されている。1つは海軍のロイヤル・ネイバル・コマンドス（Royal Naval Commandos）である。この部隊は水陸両用作戦における橋頭堡の確保と維持に関する任務に従事した。もう1つは空軍のロイヤル・エアフォース・コマンドスである。この部隊は敵地において破壊された滑走路を修理、または臨時滑走路を構築して航空展開能力を確保することをその任務とした。

### 1943年の再編

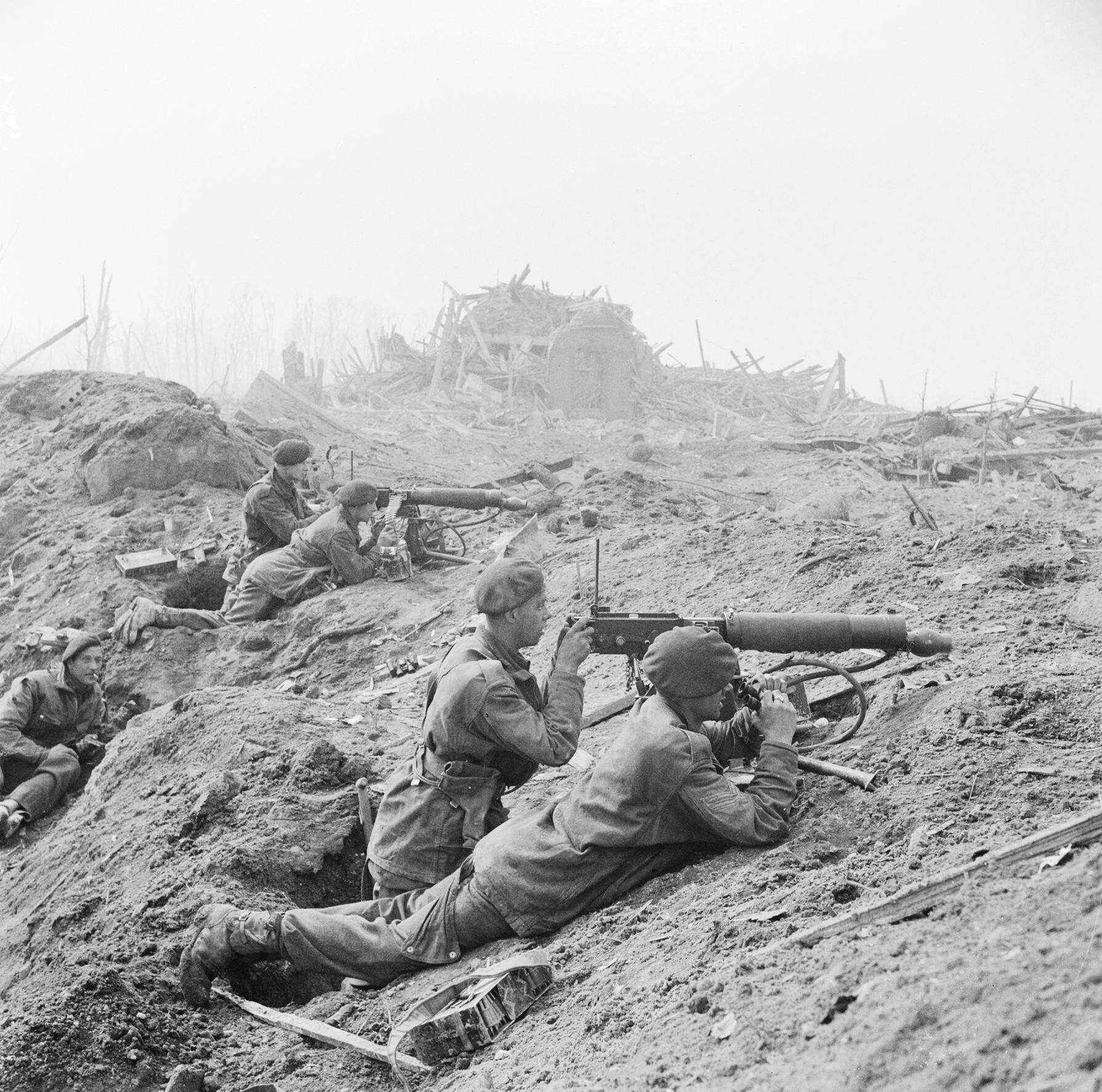
ヴェーゼルにてビッカース機関銃を展開するコマンド部隊重火器小隊(1945年)

1943年、再びコマンド部隊の編成が変更される。新たな編成では、1個コマンド部隊が部隊本部と5個戦闘小隊（fighting troops）、1個重火器小隊（heavy weapons troop）、1個信号小隊（signals platoon）まで縮小された。戦闘小隊は65名の将兵で構成され、30名程度の分隊2つに分割される。また分隊は10名程度の班（subsection）3つに分割された。重火器小隊は3インチ迫撃砲分隊とビッカース機関銃分隊から構成された。この再編の頃から、各コマンド部隊には作戦行動に投入しうる車両の配備が行われた。すなわち、1両の小隊長用車両、15両のオートバイ（内側車付6両）、10両の15cwtトラック、3両の3トントラックである。加えて重火器小隊には7両のジープと牽引車が配備され、戦闘小隊と部隊本部には1両ずつのジープが配備された。これらの車両によって、部隊本部、重火器小隊、2個戦闘小隊を収容することが可能であった.。
この再編成を経て、コマンドスの任務は当初のような小規模な襲撃作戦からより大規模なものへと徐々に拡大されていった。そして来るべき連合国軍の上陸作戦において先鋒を務めることを見越し、コマンドスから4個旅団規模の派遣が計画された。同時に従来の特殊任務旅団本部はロバート・スタージェス少将を指揮官に迎えて特殊任務群本部（Headquarters Special Services Group）に改組された。そして合計20個編成されていたコマンド部隊のうち、17個によって4個特殊任務旅団の編成が行われた。残る3つのコマンド部隊（第12、第14、第62）は、以後も小規模な襲撃作戦に従事する為に旅団編成からは除かれた。しかし出動回数が増加するに従って志願兵が不足し、補充を行う事が難しくなってきた為、1943年末までにこれら3つのコマンド部隊は解散を余儀なくされた。以後、小規模な襲撃作戦は第10「国際」コマンド部隊から抽出されたフランス人義勇兵の2個小隊によって行われた。
1944年、作戦保持コマンド本部（Operational Holding Commando Headquarters）が結成される。作戦保持コマンド本部は2つの主要な下級部隊として、陸軍及び海兵隊の保持コマンド部門（Holding Commando Wing）を有していた。これらはいずれも5個小隊と1個重火器小隊から成り、全員がコマンド部隊としての訓練を完了していた。これらの部隊の目的は、実際に戦場に展開しているコマンド部隊に代替兵員を供給する事であった。1944年12月、4個の特殊任務旅団はコマンド旅団として再編成された。

## 訓練
1940年の結成当時、コマンドス隊員の訓練は各コマンド部隊の指揮官に一任されていた。ダンケルク撤退による装備の不足は英軍全体の訓練に支障を来していた。1940年12月、中東戦線における訓練および兵站の責任を担う中東コマンド部隊が編成される。1942年2月、ハイランド地方アクナキャリーにて、チャールズ・ヘイドン准将（Charles Haydon）の指示に基づきコマンド訓練本部（Commando training depot）が設置された。指揮官チャールズ・ヴォーン中佐（Charles Vaughan）の元、コマンド訓練本部ではコマンドス隊員および交代要員の訓練が行われた。訓練内容は英陸軍の基礎訓練を発展させたものだったが、当時としては非常に革新的かつ厳しい訓練と見なされていた。訓練本部要員は志願兵の中から、コマンドス隊員に相応しい能力を備える者を注意深く選別した。訓練および評価は訓練本部到着後直ちに開始される。志願兵は、まずスピアン・ブリッジ鉄道駅からコマンド訓練本部までの8-マイル (13 km)を完全軍装で行軍しなければならなかった。行軍の前、ヴォーンは志願兵に対して、コマンドス隊員は当然ながら屈強でなければならず、仮に行軍に失敗したならば十分に原隊へ送り返す理由になるだろうと強調した。
演習の際には実弾や爆発物を積極的に用いて可能な限り現実的な状況を再現した。基礎的な体力を向上させる為にクロスカントリー・ランニングやボクシングも取り入れられた。スピードと持久力を向上させる為に、アーカイグ湖周辺ではアサルトコースとして知られる厳しい登山訓練が行われており、湖を越えるジップライン訓練も行われた。また、これらの山岳訓練は常にすべての武器装備を携行した状態で行われた。
その他にも渡河、登山、武器取り扱い、非武装の戦闘、地図の使用、小型ボート漕艇などの訓練が昼夜を問わず行われた。訓練兵らはカンバスの簡易テントないしニッセン式兵舎（簡易カマボコ兵舎）で非常に原始的な生活を強いられ、食事は自分たちで調達・調理する必要があった。一方で、軍事的儀礼も重要視されており、例えば将校へ敬意を示すのは当然のことで、制服は常に清潔を保ち軍靴も磨かれていなければならなかった。すべての訓練過程を完了すると、最終演習として実弾を使用する夜間沿岸上陸訓練が行われた。
ブレーマーには小規模ながらコマンド山岳及び雪上戦訓練キャンプ（Commando Mountain and Snow Warfare training camp）として知られる訓練拠点が設置されていた。この拠点は司令官フランク・スマイス空軍少佐と主任教官ジョン・ハント陸軍少佐によって運営されていた。彼ら2人の幹部は共に登山家としてその名を知られていた。訓練は北極圏での作戦行動を想定しており、雪山登山や崖登り、小型舟艇及びカヌーの取り扱いなどが含まれた。また、雪上での戦闘だけではなく様々なサバイバル手法、徒歩ないしスキーによる雪上移動の訓練も行われた。
1943年、訓練プログラムに大きな変更が加えられる。以後、訓練内容は戦闘歩兵たる任務に対するものが集中し、襲撃任務に関する訓練は縮小された。この頃から友軍の砲兵や艦砲、空軍に対して要請を行う為の訓練も追加されたが、最重視されたのは2つ以上のコマンド部隊が旅団と協同して活動する為の合同訓練であった。終戦までに25,000人の将兵がアクナキャリーのコマンド課程を修了した。この中には英国の志願兵だけではなく、ベルギー、フランス。オランダ、ノルウェイ、ポーランドなど外国出身の志願兵、あるいはコマンドスをモデルに結成された米陸軍レンジャーの隊員なども含まれる。

### 武器・装備

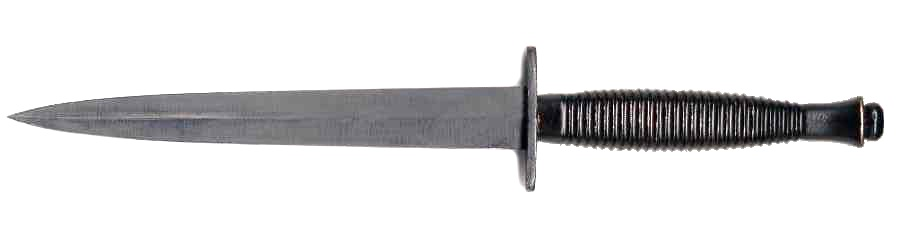
フェアバーン・サイクス戦闘ナイフ

襲撃部隊としてのコマンドスは、通常は歩兵大隊ごとに配備されている重火器が配備されていなかった。小火器は当時英陸軍で標準装備されていたものとほぼ同様である。多くの小銃手はリー・エンフィールド小銃で武装し、支援火器にはブレンガンが用いられた。トンプソン短機関銃も理想的な短機関銃として採用されたが、より安価かつ軽量なステンガンも大戦末期まで使用された。通常の英陸軍歩兵と比較して、コマンドスはより多くのブレンガンやトンプソンを支給されていた。当初はウェブリー・リボルバーが標準的なサイドアームとして採用されたが、すぐにトンプソンと同じ弾を使用するコルト.45ピストルに更新されている。特にコマンドス向けに開発された銃器の1つとしてはデ・リーズル カービンが知られている。これはリー・エンフィールド小銃を原型として消音器を取り付け、トンプソンなどと同様の.45ACP弾を使用できるようにしたものである。襲撃作戦において歩哨などを殺傷する為に使用された。デ・リーズルはいくつかの作戦では有効に活用されたものの、設計後まもなくコマンドスの任務がより大規模なものに転換された為に生産がキャンセルされている。フェアバーン・サイクス戦闘ナイフはコマンドス向けに設計された白兵戦用装備だが、現地ではその他にも棍棒など複数の武器が近接戦闘で用いられていたという。一部ではボーイズ対戦車ライフルや2インチ迫撃砲などの重装備も運用された。1943年以降は旧式化したボーイズがPIATに更新される。後の編成変更によって生まれた重火器小隊には3インチ迫撃砲とビッカース機関銃が配備されていた。コマンド部隊におけるビッカース機関銃の配備は、専任の機関銃大隊を組織する通常の英陸軍歩兵師団とは異なっていた。

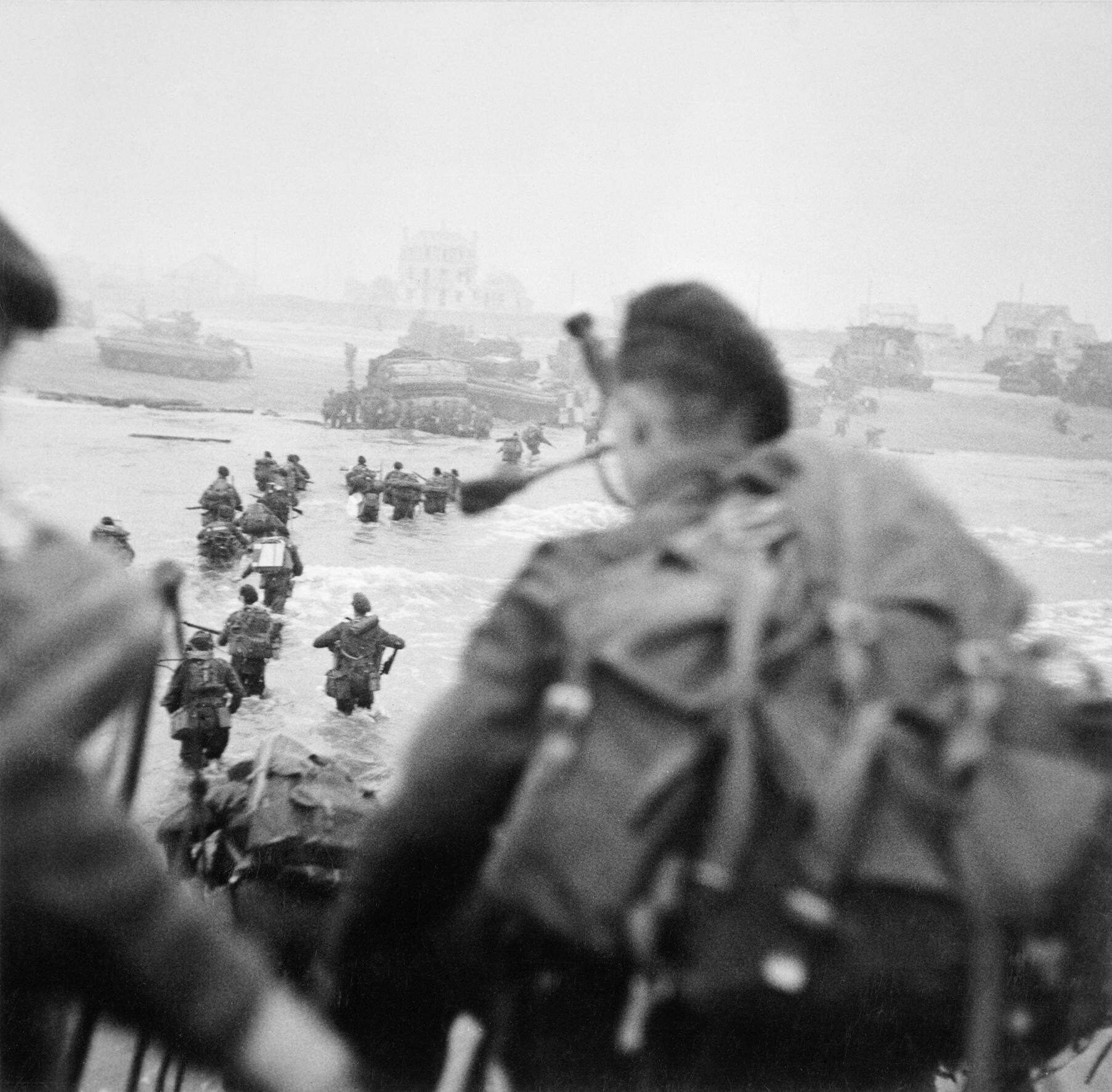
ノルマンディ上陸作戦に参加するコマンドス。緑色のベレー帽を着用し、ベルゲン・リュックサックを背負っている。

当初、コマンドスは他の英陸軍部隊と区別されず、志願兵らは原隊の連隊章や部隊章を引き続き着用していた。後に第2コマンド部隊は全将兵に対してスコットランドの帽子飾りを採用し、また第11「スコティシュ」コマンド部隊では黒い羽飾りの付いたタム・オシャンター帽を制帽として採用している。中東コマンド部隊では、ナックルダスターの帽章を取り付けたブッシュハットが制帽だった。この帽章は同部隊が採用していたマーク1トレンチナイフを模したものだという。1942年、コマンドスは全部隊共通の制帽および帽章として緑色のベレー帽と合同作戦司令部のベレーフラッシュを採用した。
襲撃作戦を重視していた為、隊員は装備を可能な限り軽量化する必要があった。その為、彼らは防毒装備や大きな雑嚢を装備せず、英軍で標準的だったブロディヘルメットではなくキャップ・コンフォーターを着用した。さらに銃弾ブーツとして知られる重い軍靴の代わりに、音を立てず移動する為に軽量かつゴム底の運動靴を着用することも多かった。全隊員はトグルロープを携行しており、これは崖などの障害物を回避する場合にいくつかを接続してより長いロープとして使用することができる。ボート乗船中は安全の為に膨張可能な救命浮き輪を着用していた。多くの銃弾、爆発物を運ばなければならなかったコマンドスは、ベルゲン・リュックサックを採用した最初の部隊であった。戦闘服の上にはバトルジャーキン（battle jerkin）として知られる戦闘ベストを着用した。また、かつて空挺部隊で採用されていた迷彩のデニソンスモックは、後にコマンドスの標準装備となった。

## 作戦
最初のコマンド攻撃は1940年6月23日に行われたカラー作戦である。厳密にはコマンド部隊は投入されていないものの、前身の1つである第11独立中隊（No.11 Independent Company）が投入された。彼らに課せられた任務は南仏沿岸のブローニュ＝シュル＝メールとル・テュケでの威力偵察で、作戦はロニー・トッド少佐によって指揮された。作戦は一部成功し、少なくとも2名のドイツ兵が殺害された。一方イギリス側の被害はオブザーバーとして同行していたダドリー・クラーク中佐が負傷したのみである。2度目の攻撃であるアンバサダー作戦は決して重要な作戦ではなかった。1940年7月14日深夜、第3コマンド部隊H小隊と第11独立中隊の将兵がドイツ占領下のガーンジー島に潜入した。ところがある部隊は間違った島に上陸し、別のグループは上陸用舟艇が浸水して脱出を余儀なくされた上に溺れかけるなど、作戦開始直後から混乱が見られた。さらに情報部からは島に大規模なドイツ軍の兵舎が存在すると報告していたが、上陸したコマンドスが発見したのは無人の建物ばかりであった。その上、上陸した浜辺に戻ると海が荒れた為に舟艇が沖合に流されており、彼らは待機している駆逐艦まで泳がねばならなかった。
投入される戦力は作戦目標によって異なった。最小規模の作戦は第6コマンド部隊の隊員2名によって遂行されたJV作戦であり、また最大規模の作戦は10,500名のコマンドス隊員が投入されたジュビリー作戦である。ガントレット作戦のように数日間掛けて行われる襲撃任務もあったが、多くの作戦では襲撃のために一晩のみが費された。1940年から1944年にかけて、北西ヨーロッパでは57回もの襲撃作戦が実施され、そのうち36回はドイツ占領下のフランスが舞台となった。その他、ノルウェーでの襲撃が12回、チャンネル諸島での襲撃が7回、ベルギーおよびオランダでの襲撃が1回ずつ行われている。回数を重ねる毎に、襲撃の基本戦術は徐々に変化していった。史上最大の襲撃作戦 とも呼ばれるサン＝ナゼールへの襲撃（チャリオット作戦）など、コマンドスは多くの任務を成功させたが、その一方でアクチント作戦やマスケットーン作戦のように、作戦中に多くの戦死者や捕虜を出すことも多くなってきた。こうした小規模な襲撃は既に効果的ではなく、また守備隊を刺激し沿岸部の守備が強化される恐れがあるとして、1944年半ばまでにロバート・レイコック少将の命令によって中止された。

### ノルウェー

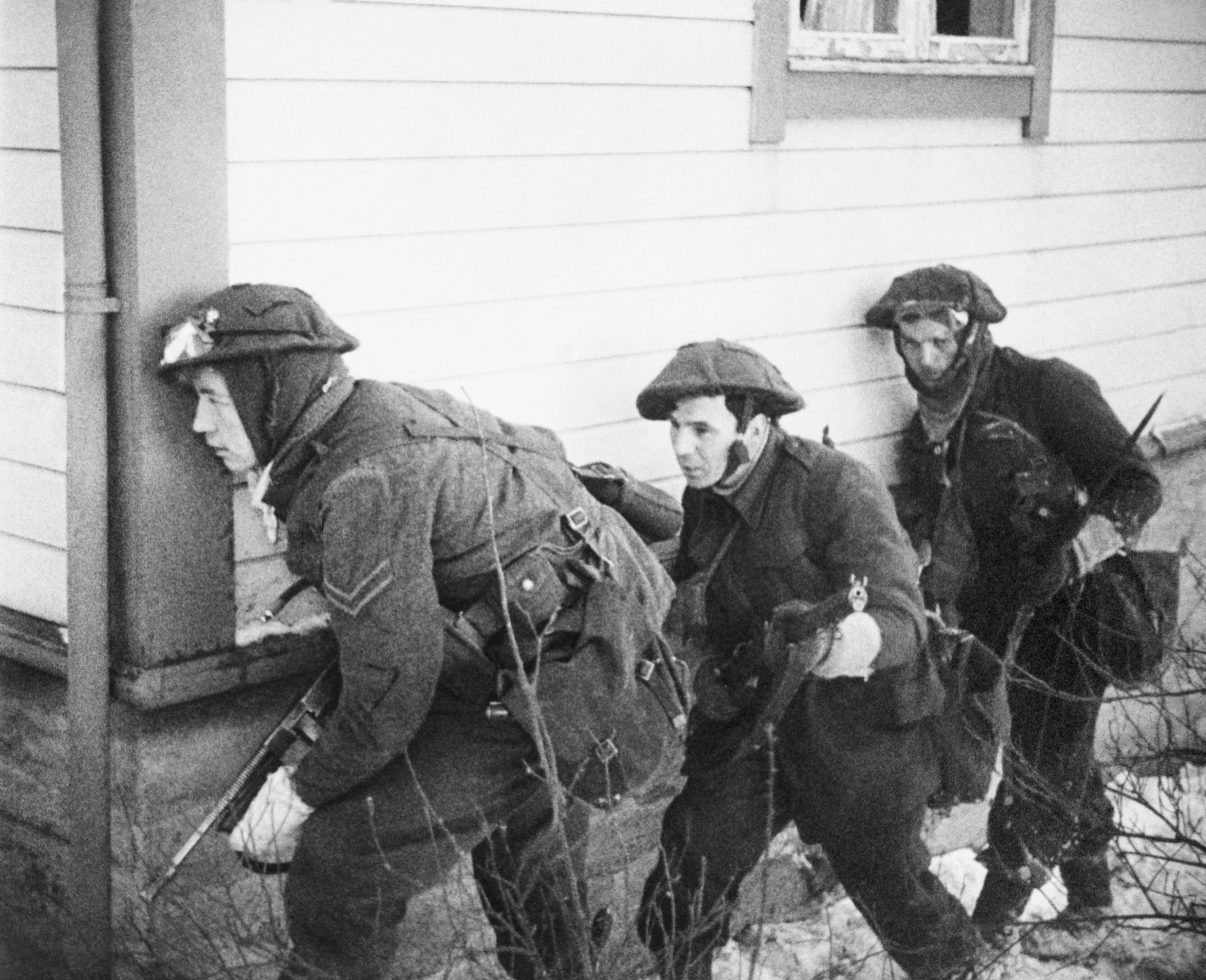
アーチェリー作戦中のコマンドス隊員。左の兵士はトンプソン・サブマシンガンで武装している。

ノルウェーにおける最初の襲撃作戦は1941年3月に第3および第4コマンド部隊によって実施されたクレイモア作戦である。この作戦は、イギリスが初めて行なった比較的大規模な襲撃作戦としても知られる。ロフォーテン諸島に潜入したコマンドスは、魚油工場と燃料集積所、11隻の船舶を爆破して216名のドイツ人を捕虜にとり、さらに独軍の暗号機と暗号表の回収に成功している。
1941年12月、2つの襲撃作戦が行われた。1つは12月26日に第12コマンド部隊によって行われたロフォーテン諸島に対する襲撃である。アンクレット作戦と呼ばれたこの襲撃では、クリスマスを祝っていたドイツ軍守備隊はいとも簡単に無力化された。この2日後、コマンドスは2度目の襲撃を行なった。これはボクセイ島に対する大規模な襲撃作戦で、アーチェリー作戦と呼ばれた。アーチェリー作戦には第2、3、4、6コマンド部隊と英海軍の船団、そしていくらかの航空支援戦力が参加した。コマンドスは工場と倉庫、8隻の船舶を爆破しただけではなく、ドイツ守備隊にも相当の被害を与えている。その後、ドイツ側では30,000人の守備隊員と海軍の主力艦隊をノルウェーへ増援として派遣し、沿岸および内陸部の防衛を強化した。

アーチェリー作戦中、負傷者を揚陸艇(LCA)に運ぶコマンドス隊員

1942年9月、第2コマンド部隊の隊員がグロムフィヨルド水力発電所に対する襲撃（マスケットーン作戦）に参加した。コマンドス隊員は潜水艦から上陸し、いくつかのパイプライン、タービン、トンネルなどを破壊することに成功した。グロムフィヨルド発電所は完全に発電能力を喪失し、これに頼っていた同地のアルミニウム工場は放棄された。なお、作戦中に1名のコマンドス隊員が死亡し、また7名が脱出の際に捕虜となっている。捕虜となった7名の隊員はコルディッツ城で一時収容された後にザクセンハウゼン強制収容所へと送られ、全員が処刑された。彼らはコマンドス隊員の即時処刑を認めた、いわゆるコマンド指令の最初の犠牲者であった。残る3名のコマンドス隊員はどうにかスウェーデンへと到達し、第2コマンド部隊に復帰した。
1943年、第10、12、14コマンド部隊に所属するノルウェー人義勇兵は英海軍が展開していたノルウェー沿岸での船団襲撃任務を支援した。コマンドス隊員らは海軍の高速魚雷艇に乗り込み、予備の戦力としての役割を果たしたほか、海軍部隊が停泊するフィヨルド港の守備部隊として働いた。1943年4月には、第14「北極圏」コマンド部隊の隊員7名がハウゲスン付近での船団襲撃作戦、チェックメイト作戦に参加した。彼らはリムペットマインを使用して複数の船舶を沈没させたが、最終的に捕虜となり、ザクセンハウゼンまたはベルゲン・ベルゼン収容所にて処刑された。
ドイツ軍はこれらの襲撃に対して在ノルウェー守備部隊を大幅に増員した。1944年には守備隊の戦力は370,000名まで拡大されていた。これに比較して、当時英陸軍に所属した歩兵は18,347名であったという。

### チャンネル諸島
チャンネル諸島では、7つの特殊任務がコマンドスによって遂行された。アンバサダー作戦は最初にしてチャネル諸島における最大の作戦である。同作戦には1940年7月14日深夜に実施され、第3コマンド部隊と第11独立中隊から合わせて140名が参加した。その後の襲撃はより小規模なものばかりであった。1942年9月、第62コマンド部隊の隊員12名によって実施されたドライアド作戦では、7名のドイツ人捕虜と暗号表を確保している。ブランフォード作戦は、将来行われるであろうオルダニー島への襲撃任務に備えて有力な支援を行える砲撃陣地の候補地を選定する偵察任務であった。ブランフォード作戦の数日後、オルダニー島襲撃が実行に移されている。同年10月、第12、62コマンド部隊の隊員12名はサーク島への襲撃に参加した（バサルト作戦）。彼らは4名のドイツ兵を殺害し、1名を捕虜にした。
その他のチャンネル諸島における襲撃は成功したとは言い難い。1943年1月に行われたハッカバック作戦はハーム島に対する襲撃作戦だったが、これは明らかな失敗であった。島に接近したコマンドス隊員は3回の失敗を重ねた後にようやく崖を登り切ったものの、島民やドイツ兵の痕跡を発見できなかった。続いて行われたのは、1943年12月のハードタック作戦28号および7号である。ハードタック作戦28号はジャージーに対する襲撃作戦だったが、地雷原にて2名の戦死者と1名の負傷者を出して失敗に終わった。地雷の爆発によってドイツ軍守備隊に存在を察知され、作戦の中止を余儀なくされたのである。ハードタック作戦7号はサーク島への2度目の襲撃作戦だったが、結局サーク島の切り立った崖を登ることができなかった為に作戦は放棄され、隊員らはそのまま英本土へと帰還した。

### 地中海
1941年の間、中東コマンド部隊とレイフォースは地中海にていわゆるハラスメント攻撃に従事し、ドイツ軍に混乱を引き起こそうと試みていた。レイフォース結成当時、英国はイタリアを破り戦線の優位を保っていた。コマンドスによるロドス島占領計画が持ち上がったのも同じ時期であった。しかしドイツアフリカ軍団（DAK）のキレナイカ到達とドイツのユーゴスラビアおよびギリシャ侵攻の開始などを受けて、戦略的見通しを大幅に変更する必要が出てきた。レイフォースがエジプトに到着したのは3月になってからだったが、状況は芳しくなかった。3月にはラスター作戦と称される英連邦軍のギリシャ派遣が始まっていたが、この作戦中コマンドスは通常の予備戦力として扱われた。ギリシャの戦況が日々悪化の一途を辿る中、コマンドスは他の陸軍部隊と共に通常の戦闘に参加することを求められ、その結果ロドス島攻撃など当初計画された特殊作戦を実施・達成できる見込みはほとんどなくなってしまった。
1941年5月、レイフォースの大半はクレタ島の戦いに増援として派遣された。彼らは攻撃的な役割ではなく南側の脱出経路確保という任務に従事したが、彼らの装備はこの任務に適したものではなかった。迫撃砲や野砲といった間接射撃による火力支援を行える装備は存在せず、ほとんどの隊員は小銃ないし軽機関銃を携行していた。5月31日には、弾薬や食料、水などの不足によってレイフォースはスファキアへの撤退を強いられた。最終的に、隊員の多くは捕虜となり島に取り残された。クレタ島に派遣されたコマンドス隊員およそ800名のうち、およそ600名が戦死ないし行方不明、あるいは重傷者とされており、無事に島を離れた隊員はわずか179名だったという。1941年4月、第7コマンド部隊の隊員がバーディア強襲に参加したが、1941年7月末までにレイフォースの戦力は大きく消耗していた。多くの場合、増援は期待できなかった。やがてバーディア強襲は作戦上の困難に晒され、上級司令部はコマンドスを有効に活用することができなかった。こうした状況の中、最終的にレイフォースの解体が決定した。

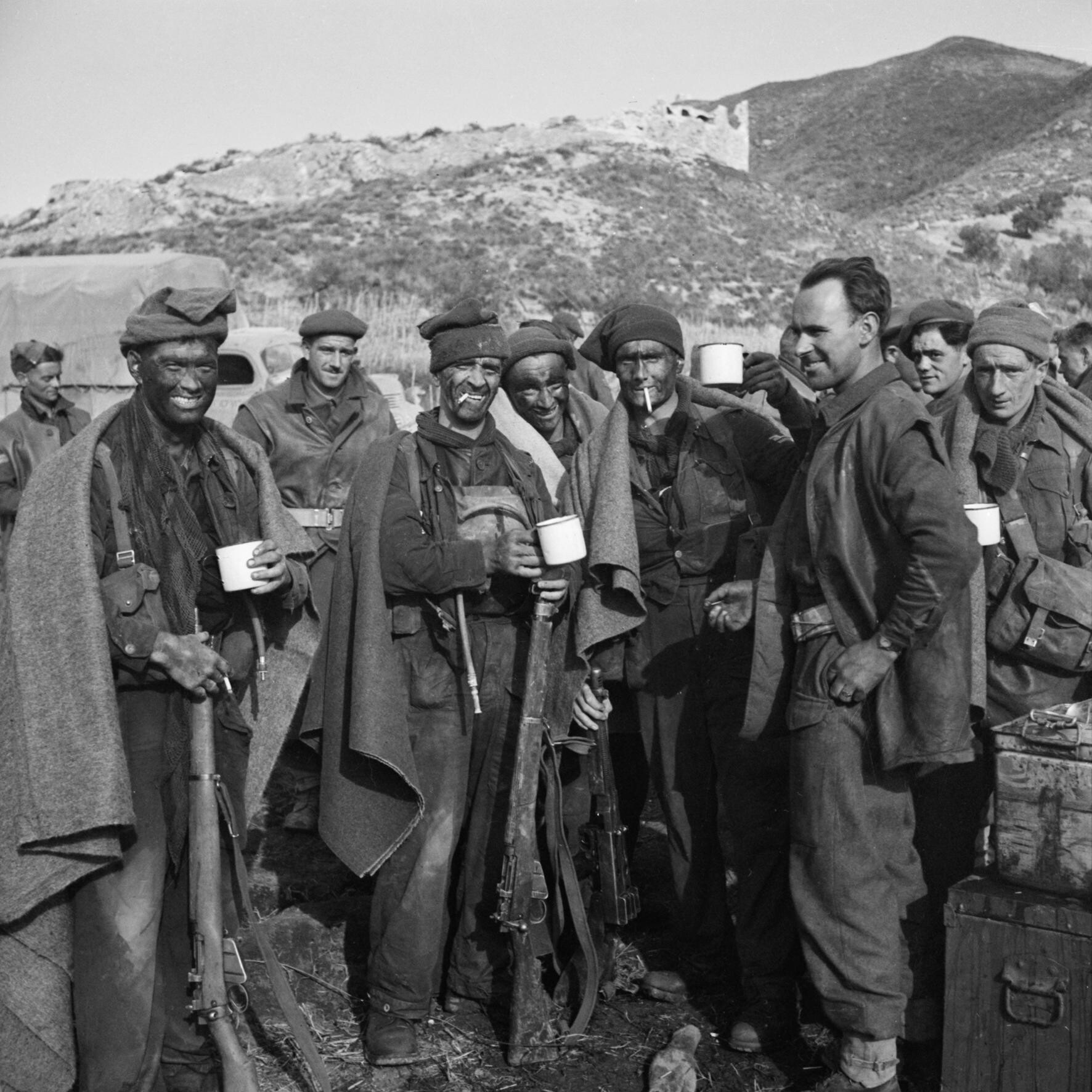
パートリッジ作戦後の朝を迎えた第9コマンド部隊の隊員。1943年12月30日、ガリリャーノ川付近にて。

1942年11月、第1、6コマンド部隊はトーチ作戦の一環としてアルジェリア上陸部隊の先鋒を務めた。当時、メルセルケビール海戦など複数回の衝突を経て、英国とヴィシー・フランスとの間で緊張が高まっていた為、投入されたコマンドス隊員にはそれ以上の緊張を避けるべくアメリカ軍の軍服と装備が与えられた。トーチ作戦を皮切りにチュニジアの戦いの幕が開き、第1、6コマンドは1943年2月から3月にかけてのセジェナネの戦いに参加した。それぞれのコマンド部隊は4月まで戦線に残り、その後北アフリカ戦線からの撤退が決定した。既に本国から正規歩兵部隊の補充は行われず、戦力を減じたこれらの2部隊は期待された働きを果たせなくなっていたのである。
1943年5月、第2、3、海兵隊40、41コマンド部隊を含む特殊任務旅団はシチリア侵攻に参加するために地中海へと派遣された。最初に投入されたのは2つの海兵隊コマンド部隊で、彼らは本隊に先んじて上陸を果たしている。1943年11月には、第10「国際」コマンド部隊のベルギー人およびポーランド人隊員によって結成された第2特殊任務旅団がイタリア戦線に派遣されている。クィーンズ連隊第2/6大隊が合流に失敗した折、彼らポーランド部隊は代わりに単独でドイツ占領下の村を制圧している。1945年4月2日、第2特殊任務旅団は第2コマンド旅団（2nd Commando Brigade）と改名され、北東イタリア・コマッキオにおけるロースト作戦に参加した。この作戦は、ドイツ軍をポー川の向こうまで押し返し、イタリアから排除する事を目的とする大規模な春季攻勢における最初の攻撃であった。3日間にも渡る激戦の末、コマンドスはコマッキオからアドリア海に至る一帯のドイツ軍を一掃し、英陸軍第8軍の側面に合流している。この攻勢の成功により、主攻勢はアルジェンタ峠ではなく沿岸に沿って行われることになる。なお、ロースト作戦に参加した将兵のうち、SASのアンダース・ラッセン少佐と第43海兵隊コマンド部隊のトム・ハンター伍長は死後ヴィクトリア十字章を追贈されている。

### フランス

第15代ロバット卿サイモン・フレーザーと第4コマンド部隊の隊員。ディエップの戦い直後の撮影。

1940年から1944年にかけて、フランスでは36回の特殊作戦が展開された。これには10名から25名程度で行われた小規模なものも含まれる。多くの大規模な特殊作戦では、しばしば1個ないし複数のコマンド部隊が投入された。1942年3月、第2コマンド部隊に加えてその他7つのコマンド部隊から募った爆破工作のエキスパートらはサン＝ナゼール強襲（チャリオット作戦）に参加した。小型船舶18隻を率いてサン＝ナゼール沖に進出した駆逐艦キャンベルタウンは、ノルマンディー・ドックのゲートに衝角突撃を行なった。これに呼応して軍港に潜入したコマンドスはドイツ軍守備隊と交戦しつつ、ドックの主要な施設を破壊した。突入から8時間後、キャンベルタウンに仕掛けられていた爆弾が爆発し、ドックのゲートを吹き飛ばした。この爆発でドイツ人・フランス人あわせて360名程度が死亡したという。チャリオット作戦にはコマンドス以外にも全軍から611名が参加し、そのうち169名が戦死、200名が捕虜となり、無事帰還を果たしたのは242名であった。またコマンドス隊員は241名が参加していたが、うち64名が戦死ないし行方不明となり、109名が捕虜となっている。オーガスタス・チャールズ・ニューマン中佐、トーマス・デュラン軍曹ら2名のコマンドス隊員と3名の海軍軍人がのちにヴィクトリア十字章を受章している。その他8名もチャリオット作戦での戦功をたたえて何らかの勲章を受章している。
1942年8月19日、フランス沿岸の町ディエップに対して大規模な上陸作戦が実施された。攻撃の主力は第2カナダ歩兵師団で、第3、4コマンド部隊がこれを支援した。第3コマンド部隊の任務は、ディエップ上陸に先立ってベーネバル（Berneval）という集落に設置されたドイツ軍沿岸砲陣地を無力化することであった。ところが第3コマンド部隊を搭載していた揚陸艇部隊はドイツの沿岸警備船団に発見され、速やかな上陸を行えなかった。副隊長ピーター・ヤング少佐率いる一握りの隊員はどうにか上陸に成功し、鉄条網が配された崖を登った。最終的に18名のコマンドス隊員が沿岸砲陣地に接近し、小火器を用いた攻撃を行なった。沿岸砲そのものを破壊することは出来なかったが、コマンドス隊員らは砲兵らを狙撃することによって主力部隊への砲撃を阻止したのである。第4コマンド部隊は第10「国際」コマンド部隊およびアメリカ陸軍レンジャーと共に上陸を果たし、ヴァランジュヴィルの砲兵陣地を破壊した。ディエップの戦いで英軍は大きな損害を被ったが、第4コマンド部隊の隊員はほとんどが無事に帰国を果たしている。第4コマンド部隊のパトリック・ポーティアス大尉はこの戦いの後にヴィクトリア十字章を受章した。
1944年6月6日のノルマンディ上陸作戦には、コマンドスから2個特殊任務旅団が投入された。第1特殊任務旅団は英陸軍第3歩兵師団に続いてソード・ビーチに上陸した。彼らの任務は、夜間に降下した英陸軍第6空挺師団と共同し、北部側面とオルヌ川に掛かる橋を確保することであった。コマンドスはウイストルアムの町を確保し、16km先のペガサス橋に向かった。橋に到達したコマンドスは、その後撤退を命じられるまでオルヌ橋頭堡左側面にて戦った。2つの旅団は共に10週間以上ノルマンディで戦い続け、サイモン・フレーザー准将を含むおよそ1,000名の犠牲者を出している。海兵隊の第4特殊任務旅団もまた、ノルマンディへの上陸に参加している。第48海兵隊コマンド部隊はジュノー・ビーチの左側面に展開し、また第41海兵隊コマンド部隊はソード・ビーチの右側面に展開してリオン＝シュル＝メールへの攻撃に参加している。第48海兵隊コマンド部隊の上陸地点に程近いサントーバン＝シュル＝メールは強固な防衛陣地が設営されており、上陸時に40%もの隊員が戦死した。第47海兵隊コマンド部隊はゴールド・ビーチのアスネルス(Asnells)なる集落の付近に上陸した。上陸の際、揚陸艇(LCA)5隻が機雷に触れて沈没し、隊員420名のうち76名が死亡した。この損害は、彼らに与えられたポール・アン・ベッサンの確保という任務を1日遅延させた。

### オランダ
1944年11月1日にスヘルデの戦いが始まると、第4特殊任務旅団はワルヘレン島に対する海上からの攻撃作戦に投入された（インファチュエイト作戦）。この作戦では2方向からの同時攻撃が計画されており、海上からコマンドスが接近する一方で第2カナダ歩兵師団と第52（低地）師団が土手道を通って攻撃を行うこととされていた。第4コマンド部隊はフリシンゲンに上陸し、また第41および第48海兵隊コマンド部隊はウェストカペッレに上陸した。第47海兵隊コマンド部隊は予備部隊として、第41および第48に続いて上陸した。第48コマンド部隊は前進し、南方に展開している第4コマンド部隊との合流を目指した。上陸初日、第41コマンド部隊はウェストカペッレの砲兵観測塔を制圧し、続けて市街地の掃討を行なった。そして海岸線に沿って前進し、沿岸防衛施設の攻略にあたった。
第48コマンド部隊は日没までにウェストカペッレ南部のレーダー基地と砲兵陣地を制圧した。11月2日、第47コマンド部隊は第48コマンド部隊と共に前進し、ザウテランデの砲兵陣地を攻撃した。この攻撃は失敗し、多くのコマンドス隊員が死傷した。この中には全ての小銃小隊長が含まれる。翌日、第47コマンド部隊は第48コマンド部隊の援護を受けつつ、再びザウテランデの砲兵陣地を攻撃した。2度目の攻撃は成功し、さらに前進を続けて第4コマンド部隊との合流に成功した。こうしてほとんどの砲兵陣地が制圧されたことにより、ようやく海軍はアントワープの掃海任務を開始する事ができた。11月5日、第41コマンド部隊はドンブルフ北東に残されていた最後の砲兵陣地に対する攻撃に乗り出した。旅団は全戦力をこの攻撃に集中させるべく部隊の移動を行ったが、総攻撃直前の11月9日には最後まで砲兵陣地に立てこもっていたドイツ軍守備隊およそ4,000名が降伏したのである。その後、島の各地で守備隊の降伏が続いた。

### ドイツ

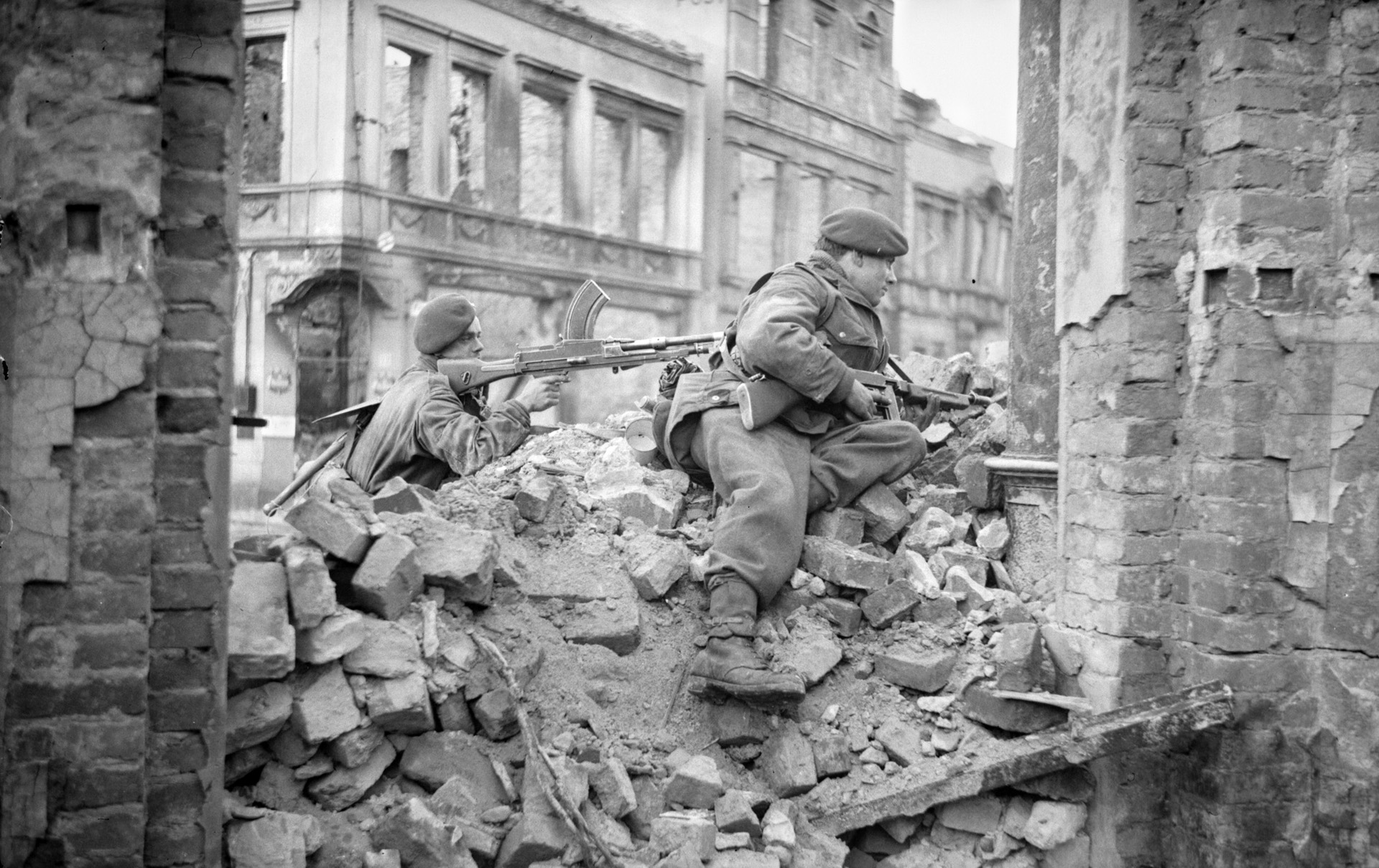
第1コマンド旅団の隊員。1945年4月4日、オスナブリュックにて。

1945年1月、第1コマンド旅団はブラックコック作戦に参加した。この中で第45海兵隊コマンド部隊に参加していた陸軍衛生隊所属のヘンリー・ハーデン下級伍長がヴィクトリア十字章を受章している。
次に第1コマンド旅団が参加したのは、1945年3月に行われたライン川の突破作戦であった（プランダー作戦）。1945年3月23日夕刻からの激しい砲撃の後、旅団は第15（スコットランド）師団および第51（高地）師団と共に、夜闇に乗じて奇襲攻撃を行なった。当時、ドイツ軍は部隊の大半を米第9機甲師団の攻撃に晒されていたレマゲン・ルーデンドルフ橋に移動していた。コマンドスはヴェーゼルから2マイル(3.2km)の位置でライン川を渡り、ヴェーゼルへの攻撃に参加した。この攻撃に先立って、英空軍に所属する200機の爆撃機が1,000トンもの爆弾を投下している。深夜12時を過ぎてからコマンドスが街に侵入すると、高射砲師団を主とする守備部隊の抵抗に遭遇した。これらの抵抗は3月25日までに沈静化し、市街の占領宣言が出された。

### ビルマ

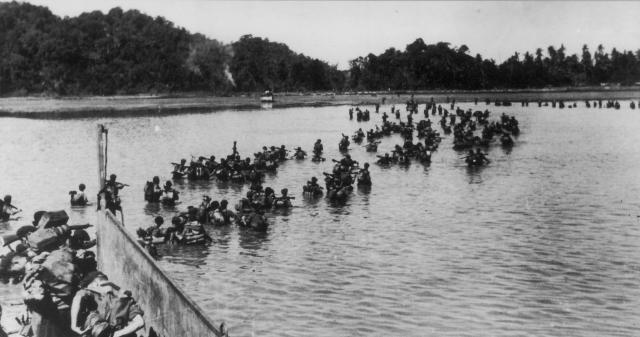
ビルマの戦いの最中、揚陸艇から海岸を目指す第3コマンドー旅団の隊員。

1944年から1945年までのビルマの戦いの最中、第3コマンドー旅団は南部前線におけるいくつかの沿岸上陸作戦に参加している。これらの上陸作戦の中でも特に激戦として知られているのがカンガウで起こった170高地の戦いである。この戦いで戦死した第1コマンド部隊員ジョージ・ノーランド中尉には後にヴィクトリア十字章が授与されている。コマンドスは170高地での勝利から36時間後に日本陸軍第54師団の脱出を阻止している。これに加えて、第25インド歩兵師団の上陸と第82（西アフリカ）師団の侵攻はアラカン山脈に展開した日本軍を非常に不利な情勢へと追い込んだ。その後、日本陸軍第28軍の完全な壊滅を避けるべく、一時的に撤退する。その後、第3コマンド旅団はマレー侵攻計画（ジッパー作戦）に参加するべくインドまで後退した。しかしジッパー作戦が実行に映される前に日本が降伏すると、旅団は香港に移動した。

## その後
第二次世界大戦後、コマンドスは3つの海兵隊コマンド部隊と1つの旅団を残して解散した。2010年の段階で、イギリス軍はコマンド部隊として第3コマンド旅団を有しており、海兵隊および陸軍の将兵から構成されている。他の英軍部隊にもコマンドスの影響が見られる。これは空挺連隊(PARA)や特殊空挺部隊（SAS）、特殊舟艇部隊（SBS）などに顕著である。
第10「国際」コマンド部隊に所属した国の中で、ノルウェーのみがコマンド部隊を編成しなかった。戦後、かつて同部隊に所属したフランス人義勇兵らは海軍コマンド の、オランダ人義勇兵は陸軍コマンド軍団の、ベルギー人義勇兵はパラ・コマンド旅団の、それぞれの母体となった。アメリカの陸軍レンジャーもブリティッシュ・コマンドスに起源を見ることができる。米陸軍レンジャー最初の志願兵は北アイルランド駐留部隊の兵士だったが、彼らはいずれもアクナキャリーのコマンド訓練本部での訓練を積んだものばかりであった。
第二次世界大戦を通じて、479名のコマンドス隊員が様々な勲章を授与された。ここには8名のヴィクトリア十字章受章者が含まれる。将校からは37名の殊功勲章(Distinguished Service Order, DSO)受章者が出ており、うち9名が複数回受章者である。また戦功十字章(Military Cross, MC)受章者は162名、うち13名が複数回受章者である。下士官兵では殊勲章(Distinguished Conduct Medal, DCM)受章者が32名、軍事勲章(Military Medal, MM)受章者が218名出ている。1952年、エリザベス王太后がコマンドス記念碑の設置を発表した。現在、スコットランドにおけるA級建築物(Category A)に分類されている。スピアンブリッジという村から1マイルほどの距離に位置し、この地点からはアクナキャリー城を中心に1942年以降構築されたコマンド訓練本部の訓練エリアが見渡せるという。